# 平壤鳳南小學校
平壤鳳南小學校（：／）位於朝鮮民主主義人民共和國平壤市平川區，是一所綜合素質培養學校。根據青少年的素質和才能，有計劃地進行培養。其特色有發展民族器樂教育，培育藝術人才；發展體育教育，舉辦青年訓練營和足球活動班。